# انتخابات سراسری زامبیا (۲۰۲۱)
انتخابات سراسری زامبیا (انگلیسی: 2021 Zambian general election) در روز پنجشنبه ۱۲ اوت ۲۰۲۱ انتخابات سراسری زامبیا برای انتخاب رئیس‌جمهور و مجلس ملی این کشور برگزار گردید. در ۱۶ اوت ۲۰۲۱، ادگار لونگو در یک بیانیه تلویزیونی پذیرفت که رقیب وی هاکاینده هیچیلما پیروز انتخابات گردید و رئیس‌جمهوری را به وی تبریک گفت.

## نظام انتخاباتی
رئیس‌جمهور در ادوار پیشین با نظام رأی‌گیری نخست‌گزینی انتخاب می‌شد اما مجلس ملی زامبیا اکنون نظام انتخاباتی دومرحله‌ای را برای انتخاب رئیس‌جمهور جاری کرده‌است.
از ۱۵۹ نمایندهٔ عضو مجلس ملی، ۱۵۰ تن در حوزه‌های انتخابی تک نماینده طبق نظام نخست‌نفری انتخاب می‌شوند. هشت نمایندهٔ دیگر را رئیس‌جمهور برمی‌گزیند و رئیس مجلس نیز خارج از آن انتخاب می‌گردد.
سن قانونی رأی دادن در زامبیا، ۱۸ سال است و نامزدهای مجلس ملی باید دست‌کم ۲۱ سال داشته باشند.

## نامزدها
در مجموع شانزده نامزد کاندید ریاست جمهوری شده و ثبت نام کردند، رقابت نزدیکی بین ادگار لونگو از جبهه میهنی و هاکاینده هیچیلما از حزب متحد برای توسعه ملی وجود دارد و هر دو در انتخابات ریاست جمهوری ۲۰۱۶ زامبیا شرکت کردند و لونگو با برتری ۵۰٫۳۵٪ به ۴۷٫۶۳٪ برنده شد.
| کاندید ریاست جمهوری | کاندید ریاست جمهوری | معاونت ریاست جمهوری | حزب                                | منبع                     |
| ------------------- | ------------------- | ------------------- | ---------------------------------- | ------------------------ |
| ۱.                  | ادگار لونگو         | انکاندو لو          | حزب میهن‌پرستی                      | [ ۷ ] [ ۸ ] [ ۹ ] [ ۱۰ ] |
| ۲.                  | انوک تونگا          | برایت کومبا         | نهضت آزادی سوم                     | [ ۷ ] [ ۸ ] [ ۹ ] [ ۱۰ ] |
| ۳.                  | شان تمبو            | هنری مولیا          | میهن پرستان پیشرفت اقتصادی         | [ ۷ ] [ ۸ ] [ ۹ ] [ ۱۰ ] |
| ۴.                  | اندیفولد باندا      | جرادلد مولائو       | اتحاد مردم برای تغییر              | [ ۷ ] [ ۸ ] [ ۹ ] [ ۱۰ ] |
| ۵.                  | چیشالا کاتکا        | ساموئل کاسنکا       | حزب میراث جدید                     | [ ۷ ] [ ۸ ] [ ۹ ] [ ۱۰ ] |
| ۶.                  | کاسونده موندا       | چانگالا سیامی       | مبارزان آزادی اقتصادی              | [ ۷ ] [ ۸ ] [ ۹ ] [ ۱۰ ] |
| ۷.                  | استیفن نییرندا      | لوسی چانگوی         | حزب احیای ملی                      | [ ۷ ] [ ۸ ] [ ۹ ] [ ۱۰ ] |
| ۸.                  | لازاروس چیسلا       | رزماری چیومبا       | اتحاد زامبیایی‌ها برای توسعه پایدار | [ ۷ ] [ ۸ ] [ ۹ ] [ ۱۰ ] |
| ۹.                  | ریچارد سیلومبه      | کائلا کامونشه       | جنبش رهبری                         | [ ۷ ] [ ۸ ] [ ۹ ] [ ۱۰ ] |
| ۱۰.                 | هایوی هامودودو      | کاسوته سینگوگو      | حزب وحدت ملی و پیشرفت              | [ ۷ ] [ ۸ ] [ ۹ ] [ ۱۰ ] |
| ۱۱.                 | فرد مامب            | کوسماس موسومالی     | حزب سوسیالیست                      | [ ۷ ] [ ۸ ] [ ۹ ] [ ۱۰ ] |
| ۱۲.                 | Harry Kalaba        | Judith Kabemba      | حزب دموکرات                        | [ ۷ ] [ ۸ ] [ ۹ ] [ ۱۰ ] |
| ۱۳.                 | Hakainde Hichilema  | Mutale Nalumango    | حزب متحد برای توسعه ملی            | [ ۷ ] [ ۸ ] [ ۹ ] [ ۱۰ ] |
| ۱۴.                 | Nevers Mumba        | Reuben Sambo        | جنبش برای دموکراسی چند حزبی        | [ ۷ ] [ ۸ ] [ ۹ ] [ ۱۰ ] |
| ۱۵.                 | Charles Chanda      | Simon Mbulu         | زامبیای متحد مرفه و صلح آمیز       | [ ۷ ] [ ۸ ] [ ۹ ] [ ۱۰ ] |
| ۱۶.                 | Trevor Mwamba       | John Harawa         | حزب استقلال ملی متحد               | [ ۷ ] [ ۸ ] [ ۹ ] [ ۱۰ ] |

## کنترل اینترنت
در روز برگزاری انتخابات در ۱۲ اوت ۲۰۲۱ چندین کاربر توییتر به این سایت گزارش دادند که رسانه‌های اجتماعی و برنامه‌های پیام رسانی، از جمله فیس بوک، اینستاگرام و واتس‌اپ در کشور تعطیل شده‌است. اما کاربران اینترنت با استفاده از وی پی ان برای دور زدن محدودیت‌های اعمال شده به واتس‌اپ و سایر رسانه‌های اجتماعی استفاده کردند. با این حال، آموس مالوپنگا، دبیر خدمات اطلاعات و پخش زامبیا، این گزارش‌ها را تکذیب نمود و آنها را «مخرب» خواند. وی ادامه داد: «دولت سوء استفاده از اینترنت را تحمل نخواهد کرد و در صورت بروز هرگونه رفتار شیطانی اقدام خواهد کرد، بنابراین دولت از شهروندان انتظار دارد که با پذیرش مسئولیت از اینترنت استفاده کنند. اما اگر برخی افراد از اینترنت برای گمراهی و اطلاع‌رسانی نادرست سوء استفاده کنند، مالوپنگا افزود: با استناد به مفاد قانونی مربوط برای جلوگیری از هرگونه خرابی قانون و نظم در حالی که کشور در حال گذراندن دوره انتخابات است، تردید نخواهیم کرد.»